# Posluchov
Posluchov (deutsch Posluchau, bis 1846 auch Nonnendörfl) ist ein Ortsteil der Gemeinde Hlubočky in Tschechien. Er liegt zehn Kilometer nordöstlich des Stadtzentrums von Olomouc und gehört zum Okres Olomouc.

## Geographie
Posluchov befindet sich rechtsseitig über dem Tal der Bystřice inmitten von Wäldern auf einer Hochebene in der Radíkovská vrchovina (Radikauer Bergland). Westlich des Dorfes entspringt der Bach Posluchovský potok. Gegen Norden erstreckt sich der Wald Wrabel, südlich der Panenský les und gegen Nordwesten der Wald Zdiměř. Südlich erhebt sich der V panenském (396 m) und im Nordwesten der Radíkovský kopec (444 m) mit dem Fernsehturm Radíkov und dem Fort No. 2 der Festung Olmütz.
Nachbarorte sind Pohořany im Norden, Hrubá Voda, Dukla und die Wüstung Nepřívaz im Nordosten, Suchý Žleb im Osten, Hlubočky im Südosten, Mariánské Údolí im Süden, Velká Bystřice und Lošov im Südwesten, Svatý Kopeček und Radíkov im Westen sowie Zdiměř, Nové Sady und Véska im Nordwesten.

## Geschichte
Die erste schriftliche Erwähnung des Dorfes erfolgte 1305 als Besitz des Klosters der Dominikanerinnen an der Olmützer Katharinenkirche. Im Jahre 1364 wurde eine Hälfte von Posluchaba unter den Gütern der Burg Hluboký aufgeführt. Dieser Anteil von Posluchow war der Größere, es ging 1406 zusammen mit dem landesherrlichen Lehngut Hluboký eigentümlich an Lacek von Krawarn über. Im Jahre 1420 wurde der Ort als Poslucháň bezeichnet. Nachdem die Burg Hluboký 1426 während der Hussitenkriege zerstört worden war, erwarb 1437 Bernhard von Zierotin das „wüste Schloss“ Hluboký mit den zugehörigen Dörfern, darunter auch der weltlichen Hälfte von Posluchov. Zehn Jahre später veräußerte er es an den Olmützer Bürger Lukas Salzer, der es noch im selben Jahre an Andreas von Studnitz auf Velká Bystřice weiterreichte, welcher es an seine Herrschaft anschloss. Der klösterliche Anteil umfasste 1513 lediglich drei Bauernwirtschaften und ein Waldstück. Im Laufe des 16. Jahrhunderts begann, wie in anderen Orten der Gegend, eine Germanisierung. Hynek von Würben und Freudenthal tauschte 1589 seine Herrschaft Velká Bystřice beim Olmützer Domkapitel gegen andere Güter ein. Im Jahre 1612 wurde der Ort als Posluhov bezeichnet. Die Matriken wurden zunächst ab 1648 in Dolany und ab 1651 in Velká Bystřice geführt.
Seit der Mitte des 17. Jahrhunderts waren für die beiden Hälften des Dorfes unterschiedliche Namen gebräuchlich. Der klösterliche Anteil wurde ab 1649 als Nonnendörfl und 1754 als Dorf Posluchau zu St. Katharina bezeichnet. Der Kapitularanteil wurde als Alt Posluchau und ab 1676 Posluchow genannt. Im Hufenregister von 1657 ist der klösterliche Anteil mit fünf Gärtnern und einem Häusler ausgewiesen. Nachdem das Dominikanerinnenkloster 1782 aufgehoben worden war, fiel dessen Anteil dem Religionsfonds zu, der die Güter mit denen des ehemaligen Klosters Hradisko zur Kameralherrschaft Klášterní Hradisko zusammenschloss. Nach der Errichtung der Pfarre in der Klosterkirche Mariä Heimsuchung in Svatý Kopeček wurde ganz Posluchov im April 1785 dorthin umgepfarrt. 1789 wurde das gesamte Dorf als Nonnendörfl oder Posluchau und 1798 als Deutsch Posluchau bezeichnet. 1826 erwarb Philipp Ludwig Graf Saint-Genois ď Aneaucourt mit der Herrschaft Klášterní Hradisko auch den ehemals klösterlichen Anteil von Posluchau. Der Ortsname Nonnendörfl wurde letztmals 1846 verwendet. 1835 lebten in den 17 Häusern des Dorfes 100 Personen. Fünf Häuser waren nach Groß Wisternitz und zwölf nach Kloster Hradisch untertänig. Bis zur Mitte des 19. Jahrhunderts blieb das Dorf immer zwischen der Olmützer Kapitular-Commun-Herrschaft Groß Wisternitz und der Herrschaft Kloster Hradisch geteilt.
Nach der Aufhebung der Patrimonialherrschaften wurden beide Anteile ab 1850 zu einer Gemeinde Posluchau / Posluchov in der Bezirkshauptmannschaft und dem Gerichtsbezirk Olmütz vereint. Zwischen 1872 und 1885 fand der tschechische Ortsname Pozluchov Verwendung. Ab 1921 gehörte Posluchau zum Bezirk Olomouc-venkov und hatte 111 durchweg deutschsprachige Einwohner. 1930 lebten in der Gemeinde wiederum 111 Menschen, davon waren 94 Deutsche und 17 Tschechen. Nach dem Münchner Abkommen wurde Posluchau 1938 dem deutschen Landkreis Bärn sowie dem Gerichtsbezirk Stadt Liebau zugeschlagen. Im Jahre 1939 hatte die Gemeinde 119 Einwohner. Nach dem Ende des Zweiten Weltkrieges kam Posluchov wieder zur Tschechoslowakei zurück und kam zum Okres Olomouc zurück; die deutschen Bewohner wurden vertrieben. Seit 1949 gehörte das Dorf zum Okres Olomouc-okolí und nach dessen Aufhebung im Zuge der Gebietsreform von 1960 zum Okres Olomouc. Ab 1971 bildete Posluchov zusammen mit Hlubočky einen gemeinsamen Örtlichen Nationalausschuss; 1974 erfolgte schließlich die Eingemeindung nach Hlubočky. Beim Zensus von 1991 wurde in Posluchov 61 Einwohner gezählt. Im Jahre 2001 lebten in den 22 Wohnhäusern des Ortes 67 Personen.

## Ortsgliederung
Zu Posluchov gehört die Ortslage Zdiměř.

## Sehenswürdigkeiten
- Kapelle der hl. Dreifaltigkeit, erbaut 1891–92
- Bildstock am Feldweg nach Mariánské Údolí, errichtet 1921
- zwei Steintafeln an Waldwegen von Zdiměř nach Lošov und Radíkov, aus dem 19. Jahrhundert[4]